# Décès en 1026
Décès
- 1022
- 1023
- 1024
- 1025
- 1026
- 1027
- 1028
- 1029
- 1030

Cette page dresse une liste de personnalités mortes au cours de l'année 1026 :
- 16 janvier : Anselme (évêque d'Aoste)
- 1er avril : Hermann de Toul, 37e évêque de Toul.
- 30 août : Bononio, abbé bénédictin (saint).

- Adalbold II d'Utrecht, clerc de la Chancellerie impériale, évêque d’Utrecht.
- Adélaïde d'Anjou, comtesse de Toulouse puis reine des Francs.
- Frédéric II de Lorraine, comte de Bar et duc de Haute-Lotharingie (ou de Lorraine).
- Henri V de Bavière, comte à Luxembourg (Henri Ier)  et duc de Bavière (Henri V).
- Léon de Verceil, religieux italien.
- Hugues IV de Lusignan, seigneur de Lusignan.
- Léon de Verceil, religieux italien.
- Maugis (évêque d'Avranches)
- Norgot (évêque d'Avranches)
- Otte-Guillaume de Bourgogne, comte palatin de Bourgogne et comte de Mâcon.
- Richard II de Normandie, dit Richard l'Irascible ou Richard le Bon, duc de Normandie.
- Sancha Sánchez di Castiglia (it), princesse et comtesse consort de Barcelone.
- Sénéqérim-Hovhannès de Vaspourakan, roi arménien de Vaspourakan.

## Crédit d'auteurs
- Cet article est partiellement ou en totalité issu de l'article intitulé « 1026 » (voir la liste des auteurs).